# Heliocontia tarasca
Heliocontia tarasca är en fjärilsart som beskrevs av William Schaus 1904. Heliocontia tarasca ingår i släktet Heliocontia och familjen nattflyn. Inga underarter finns listade i Catalogue of Life.